# Pholcus opilionoides
Pholcus opilionoides är en spindelart som först beskrevs av Schrank 1781.  Pholcus opilionoides ingår i släktet Pholcus och familjen dallerspindlar. Arten är reproducerande i Sverige. Inga underarter finns listade i Catalogue of Life.